# Xàbia

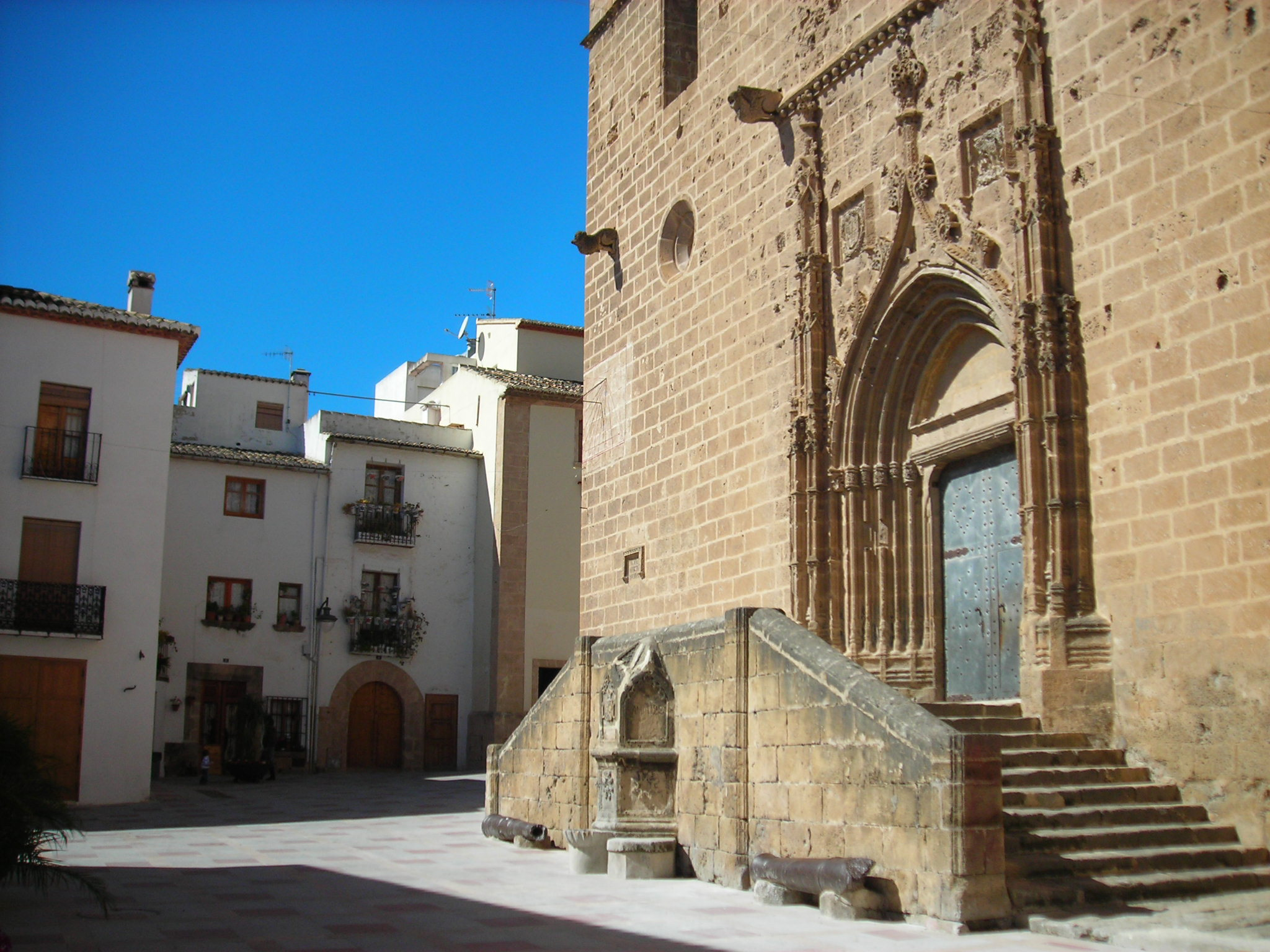
Església San Bartolomeu

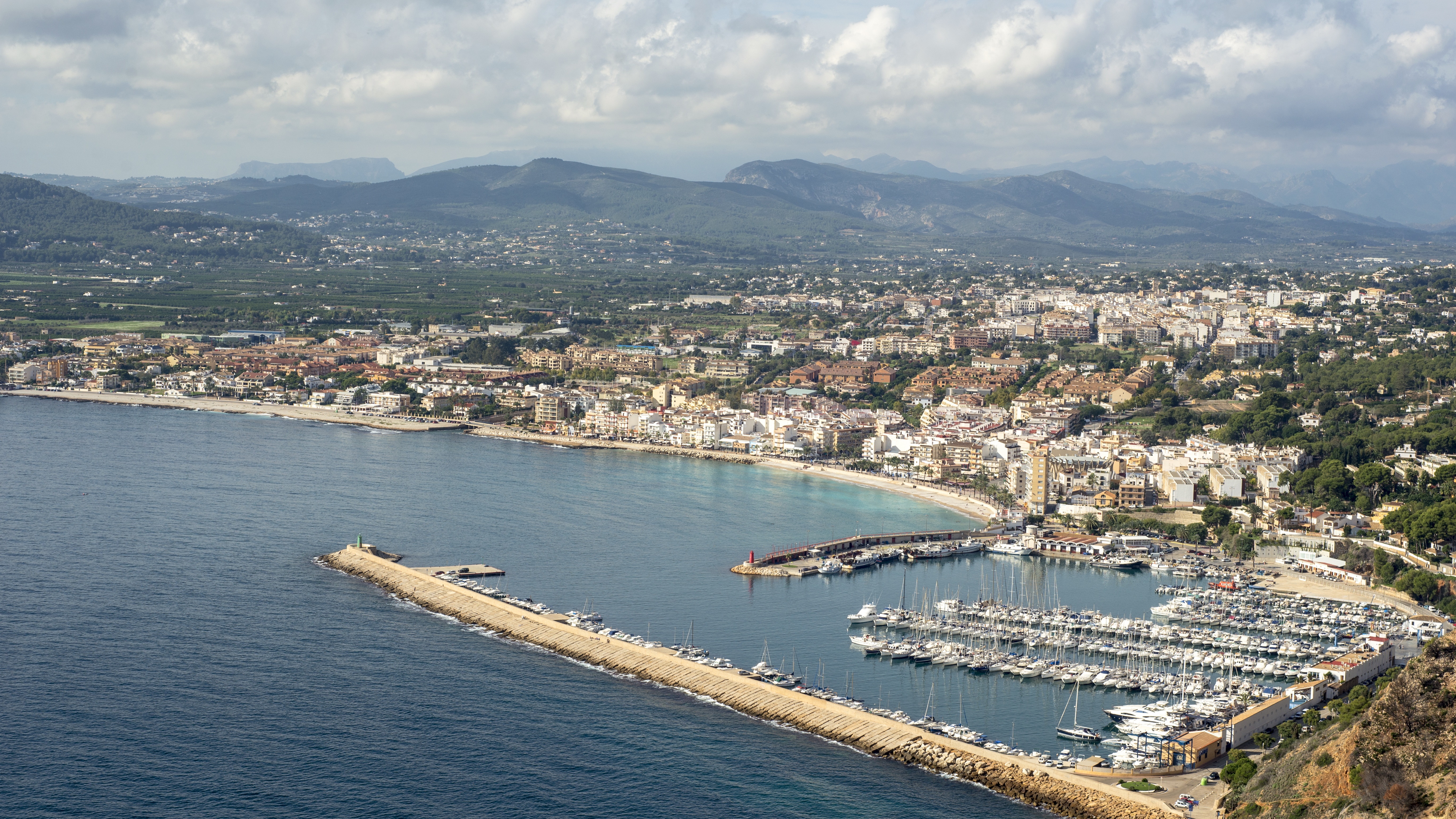
Blick vom Cap de Sant Antoni auf den Yachthafen

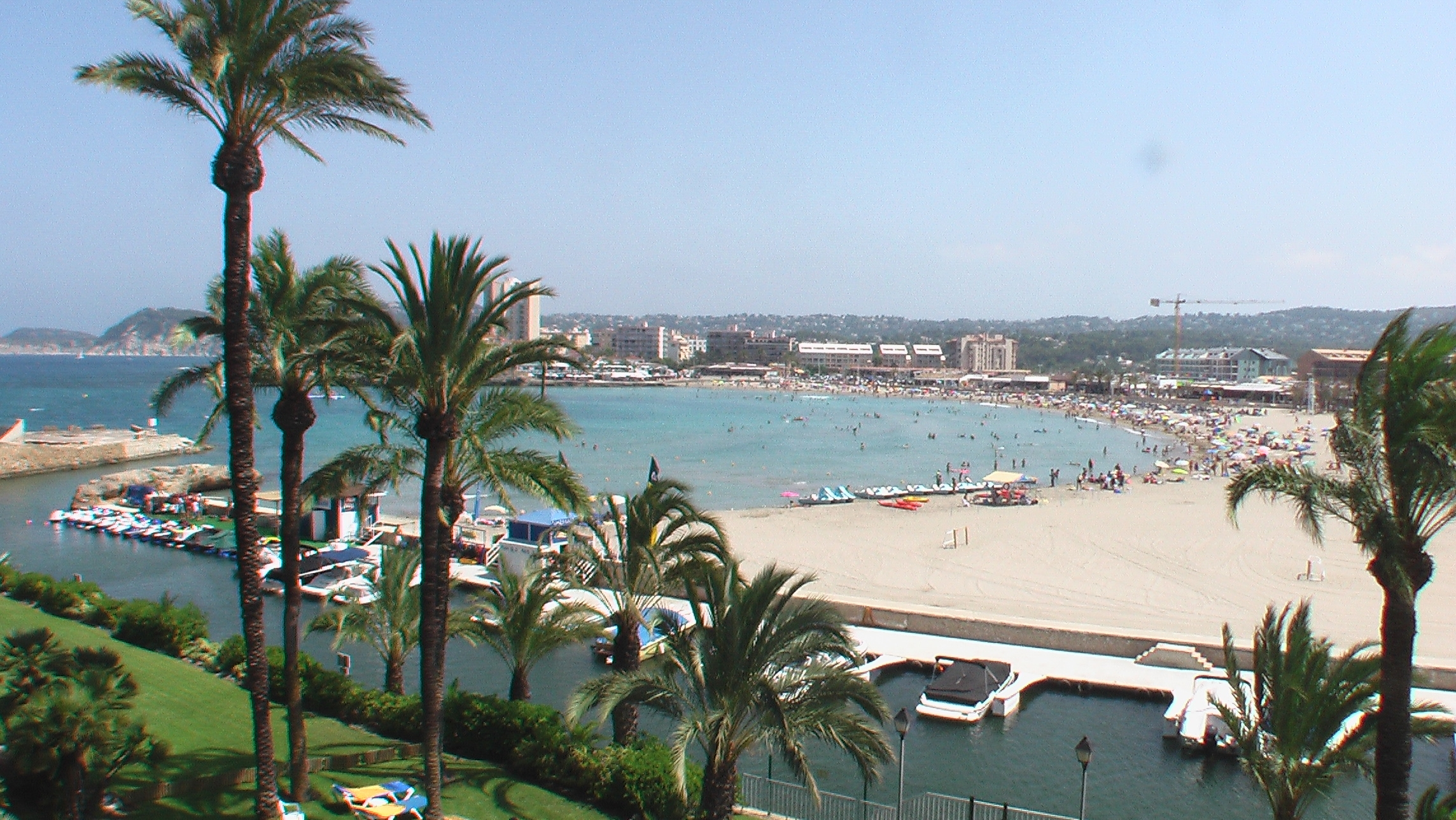
Blick auf den Canal de la Fontana und Strand

Xàbia (valencianisch/katalanisch; spanisch Jávea) ist eine südostspanische Mittelmeer-Küstenstadt mit knapp 30.000 Einwohnern im Norden der Costa Blanca.

## Lage und Klima
Xàbia liegt an einer etwa 3 km langen Bucht zwischen dem Cabo de San Antonio im Norden und dem Cabo de la Nao im Süden nebst einem kurzen Küstenabschnitt weiter südwestlich davon. Der Küstenverlauf zeigt im nördlichen Abschnitt einen etwa 6 km langen, flachen und steinigen Strand, in dem sich bei Arenal eine etwa 250 m lange, halbkreisförmige Bucht mit Sandstrand befindet. Der südliche Abschnitt des Küstenverlaufs ist von steilen Felsen geprägt, in die sich die kleinen Badestrände Cala Sardinera, Cala Barraca/Portitxol, Cala Ambolo und Cala Granadella einschneiden. Nördlich von Xàbia, im botanischen Schutzgebiet der Region Valencia erhebt sich der 753 m hohe Montgó, eingelagert im Naturpark del Macizo del Montgó. Zum Landesinneren hin erstrecken sich weitläufige Obst- und Weingärten. In Xàbia mündet der Río Gorgos, der, im Sommer meist trockenliegend, westlich der Ortschaft Benichembla entspringt. Zum Flughafen Alicante sind es ca. 100 km, bis zum Flughafen Valencia sind es ca. 120 km.
Durch seine einzigartige Lage zählt das Klima in Xàbia zu den besten der Erde. Von wenigen Ausnahmen abgesehen werden weder sehr hohe noch sehr niedrige Temperaturen gemessen. Selbst im Januar beträgt die durchschnittliche Tagestemperatur noch 16 Grad Celsius. Die Wassertemperatur des Mittelmeeres beträgt im Sommer angenehme 25 Grad. Zwei bis vier Regentage im Monat sind der Durchschnitt, allerdings sind – vor allem im Sommer – auch Trockenperioden von 10 bis 12 Wochen keine Seltenheit.

## Bevölkerungsentwicklung
Die Einwohnerentwicklung Xàbias stagnierte über viele Jahrzehnte bei ungefähr 6.000 bis 7.000 Einwohnern. Ein deutliches Bevölkerungswachstum setzte mit dem Massentourismus der 1980er Jahre ein. 
| Jahr      | 1857  | 1900  | 1950  | 1960  | 1970  | 1981   | 1991   | 2001   | 2011   | 2021   |
| Einwohner | 5.785 | 6.606 | 5.941 | 6.261 | 7.150 | 10.924 | 16.473 | 18.753 | 28.936 | 28.782 |

## Wirtschaft
Typisch für Trockengebiete ist der Anbau von Oliven, Johannisbrot, Weintrauben, Weizen und Mandeln. Im 19. Jahrhundert erreichte die Herstellung und der Handel von Rosinen ihren Höhepunkt. Durch moderne Bewässerungsanlagen ist es heute möglich, auf Plantagen in großem Rahmen Orangen zu bewirtschaften.
Die Fischerei ist von großer einheimischer Bedeutung, ca. 20 Fischerboote kehren täglich vom nächtlichen Fang in den Hafen zurück. Allerdings hat sich der Fischereihafen im Zuge des Tourismus seit Beginn der 60er Jahre zugunsten eines Yachthafens verkleinern müssen.
Der Anteil an Industrie in Xàbia ist unbedeutend, dagegen bildet der Tourismus wie in allen Orten entlang der spanischen Mittelmeerküste einen großen Anteil am Einkommen der Bevölkerung. Darüber hinaus haben sich zahlreiche Engländer, Deutsche und Schweizer dauerhaft in Xàbia niedergelassen. Sie bilden das Publikum für die große Anzahl an Restaurants, Cafés und Bars.
Neben spanischen Supermärkten siedeln sich zunehmend deutsche Lebensmittelketten an.

## Geschichte
Die Rückeroberung von den Mauren (Reconquista) fand in der Region im 13. Jahrhundert statt. Im Jahr 1279 wurde Xàbia erstmals urkundlich erwähnt. Zu dieser Zeit regierte König Jaume II. Unter dem Druck des Krieges von Kastilien (1296) und den Razzien der Granadiner (1304, 1308) veranlasste er den Bau von Befestigungsanlagen. Der ursprüngliche Ortskern (vila) wurde mit einer lehmverputzten Mauer umgeben und mit Ecktürmen versehen. Einer dieser Ecktürme, En Cairat, ist heute noch in der Avenida Principe de Asturias zu sehen. Xàbia bildete von da an einen Teil des Königreiches von València.
Die Stadt wuchs nur sehr langsam, und im Jahr 1333 begann eine Zeit der Rezession. 1397 wurde Xàbia der Titel Vila con Consell („Stadt mit Rat“) verliehen, es gehörte aber weiterhin zum Fürstentum Dénia.
Wirtschaftliche Erholung und Bevölkerungszuwachs ließen im 15. Jahrhundert das Stadtgebiet zu klein werden. Mauern wurden eingerissen, um neue Straßen und Häuser zu bauen. Es entstand eine neue Stadtmauer mit den Stadttoren: La Mar, Sant Vicent, Puerta de la Ferrería und Sant Jaume. Im Jahr 1513 begannen die Bauarbeiten der Kirche Sant Bertomeu, geleitet von Domingo Urtiaga. Sie diente neben der Befriedigung religiöser Ansprüche auch dem Schutz der Bevölkerung.
Von der Pest wurde Xàbia im Mittelalter nur wenig heimgesucht; die Bevölkerungszahl stieg von 930 Einwohnern im Jahr 1510 bis auf 1800 Einwohner im Jahr 1600. Im Jahr 1609 kam es unter Philipp III. zur Ausweisung der Mauren und damit zu einem Bevölkerungsrückgang.
Nach der Niederlage von Almansa im Jahr 1709 erließ Philipp V. die Dekrete Decretos de Nueva Planta, mit denen die valencianischen Sonderrechte aufgehoben wurden. Im Gegensatz zu anderen Orten der Umgebung, die auf Seiten der Österreicher gekämpft hatten, erhielt Xàbia zahlreiche Privilegien, die der Stadt demografische und wirtschaftliche Impulse gaben. Neben vielen Ehrentiteln bekam sie das Recht zur Ausfuhr von Waren und Früchten. Weizen und seine Verarbeitung zu Mehl wurde eines der wichtigsten Produkte der Region. Zahlreiche Mühlen zeugen noch heute davon, so die Windmühlen auf dem Montgó und die Wassermühlen von Les Barranqueres.
Während des Spanischen Unabhängigkeitskrieges (1810 bis 1812) wurde Xàbia mehrfach von den im Castell von Dénia stationierten Truppen überfallen.
Nach 1860 entstand in Xàbia dank der Herstellung und Ausfuhr von Rosinen, die eine starke Nachfrage aus Nordeuropa und USA erfuhren, ein Bürgertum wohlhabender Kaufleute.
Nach 1870 wurden die alten Stadtmauern abgerissen und neue breite Straßen angelegt, um den Warentransport zum und vom Hafen zu erleichtern.
Die städtebauliche Entwicklung ging einher mit verschiedenen infrastrukturellen Maßnahmen zur Freizeitgestaltung: Einrichtungen des Gesundheitswesens und Telefonkabel (1860), Zollamt und Marine-Adjundantur im Hafen (1878), Theater (1895), elektrische Straßenbeleuchtung (1902), Stierkampfarena und Fußballplatz (1917), öffentliche Trinkwasserbrunnen (1922).

## Stadtteile

### Xàbia (Altstadt)
Die Altstadt (das eigentliche Xàbia) liegt etwa zwei Kilometer vom Meer entfernt am Südhang des Montgó.

### Aduanas del Mar (Hafen)
Der Hafen (etwa zwei Kilometer östlich der Altstadt) bestand bis 1920 nur aus einigen Fischerhütten. Die Verladung von Frachten erfolgte durch kleine Boote, die damals üblichen Gastarbeiter-Reisen nach/von Algerien und die Rosinen-Exporte wurden ohne Anlegestellen durchgeführt. Erst ab 1930 wurde Aduanas durch eine Mole zum sicheren Hafen ausgebaut. Inzwischen ist der Hafen für Xàbia zu einem wichtigen Geschäftsviertel geworden.
In der Llotja (Auktionshalle) finden täglich die Versteigerungen der frisch eingelieferten Meerestiere statt. Auch der Endverbraucher kann dort seinen Fisch ersteigern.

### Arenal

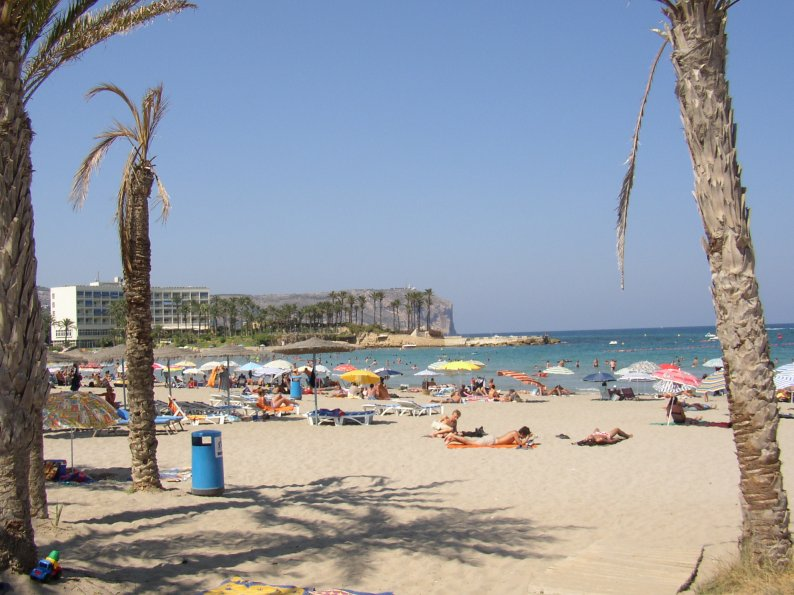
Strand von Arenal

Der Arenal („Sandstrand“) liegt etwa drei Kilometer südlich von Aduanas del Mar am Meer, getrennt durch einen langen Steinstrand (Muntanyar). Der Sandstrand ist etwa 250 Meter lang, und seine Umgebung war bis etwa 1960 ein Brachland. In den 1960er Jahren entstanden zuerst ein Parador, danach andere Touristenattraktionen. Heute ist er das Touristen-Zentrum von Xàvia mit Restaurants, Diskotheken etc. Bemerkenswerterweise sind bis heute alle dortigen Gebäude nicht höher als ein paar Stockwerke.

## Gastronomie

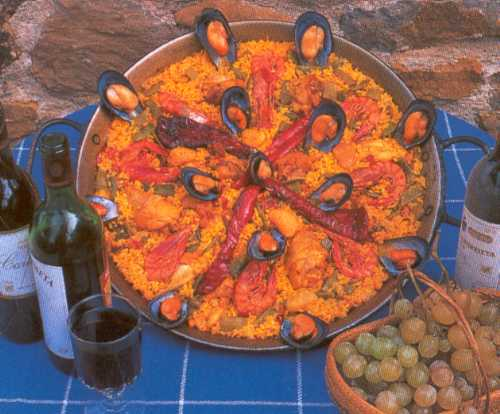
Paella

Das gastronomische Angebot unterscheidet sich kaum von dem anderer Orte der spanischen Mittelmeerküste: Im Mittelpunkt stehen Tapas, Paellas sowie viele Fisch- und Fleischgerichte aus heimischer Produktion. Zahlreiche Betriebe bieten darüber hinaus aber auch Speisen aus anderen europäischen Regionen an. In den naheliegenden Bergen nördlich von Altea werden Produkte (Gelee, Likör, Wein) aus Nisperos angeboten, die in mitteleuropäischen Breiten üblicherweise nicht erhältlich sind. Zu den Spezialitäten gehören zudem Seeigel (Erizos de mar) und Kaktusfrüchte (Chumbos).

## Sehenswürdigkeiten und Kultur

### In der Altstadt (Centre històric)
- Die Kirche Sant Bertomeu ist eine spätgotische Wehrkirche aus dem Jahr 1513 mit einem einzigen Schiff (nave) und seitlichen Kapellen zwischen den Strebepfeilern. Die Kirche wurde als Wehrkirche vom baskisch-stämmigen Steinmetz und Kirchenbauer Domingo Urtiaga errichtet, trägt Kreuzverzierungen und verfügt über Schießscharten und Maueröffnungen für die Mörser und zwei befestigte Balkone über den Toren, alles beste Voraussetzungen zum Schutz der Bevölkerung, die bei drohender Gefahr in die Kirche flüchten konnte.
- Unweit von der Kirche in östlicher Richtung erbaute man schon zwei Jahre später die Kirche von  Oreto, an die heute jedoch nur noch ein kleiner Pavillon inmitten einer Grünanlage erinnert.
- Das Museu Arqueològic i Etnològic Soler Blasco präsentiert prähistorische, iberische, mittelalterliche, islamische und christliche Funde mit dem „iberischen Schatz“. Das Haus war im 17. Jahrhundert der kleine Palast des Antoni Bañul (auch Banyul), einem Mitglied des Hofes. Die Ausgrabungsergebnisse aus der Höhle des Montgó sind älter als 16.000 Jahre. Die ausgestellten Funde aus der Bronzezeit wurden im Tossalet von Santa Llucia und am Kap Prim gefunden.
- Die Placeta del Convent mit dem Portal de Sant Vicent o de la Ferreria, einem Augustinerinnen-Kloster, wurde im Jahr 1943 auf dem Grundstück des ehemaligen, 1613 gegründeten, Pauliner-Kloster errichtet.
- Die Casa de Montalbán ist das Haus des Kapitäns der Flotte der Familie Bolufer.
- Balkon des Hauses, von dem Vinzenz Ferrer predigte

### Im Hafen (El Port)
- Der Fischerhafen mit der Auktionshalle und dem Jachthafen
- Die moderne Kirche Nuestra Señora de Loreto mit ihrem kielförmigen Dach – einem Schiffsrumpf nachempfunden. Sie wurde in den 1960er Jahren im expressionistischen Stil erbaut.

### Auf dem Montgó
- Kloster Nuestra Señora de los Angeles

### Strände

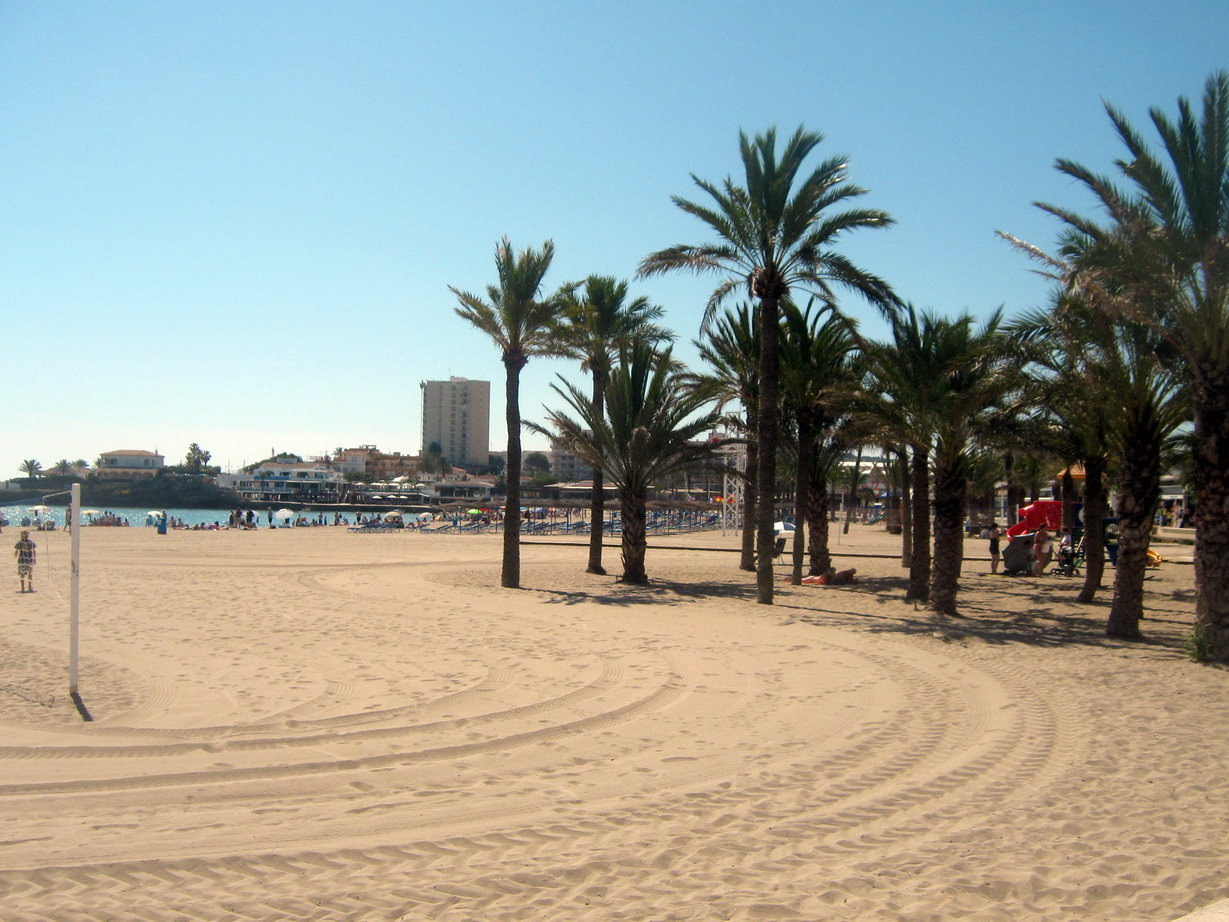
Strand von Arenal

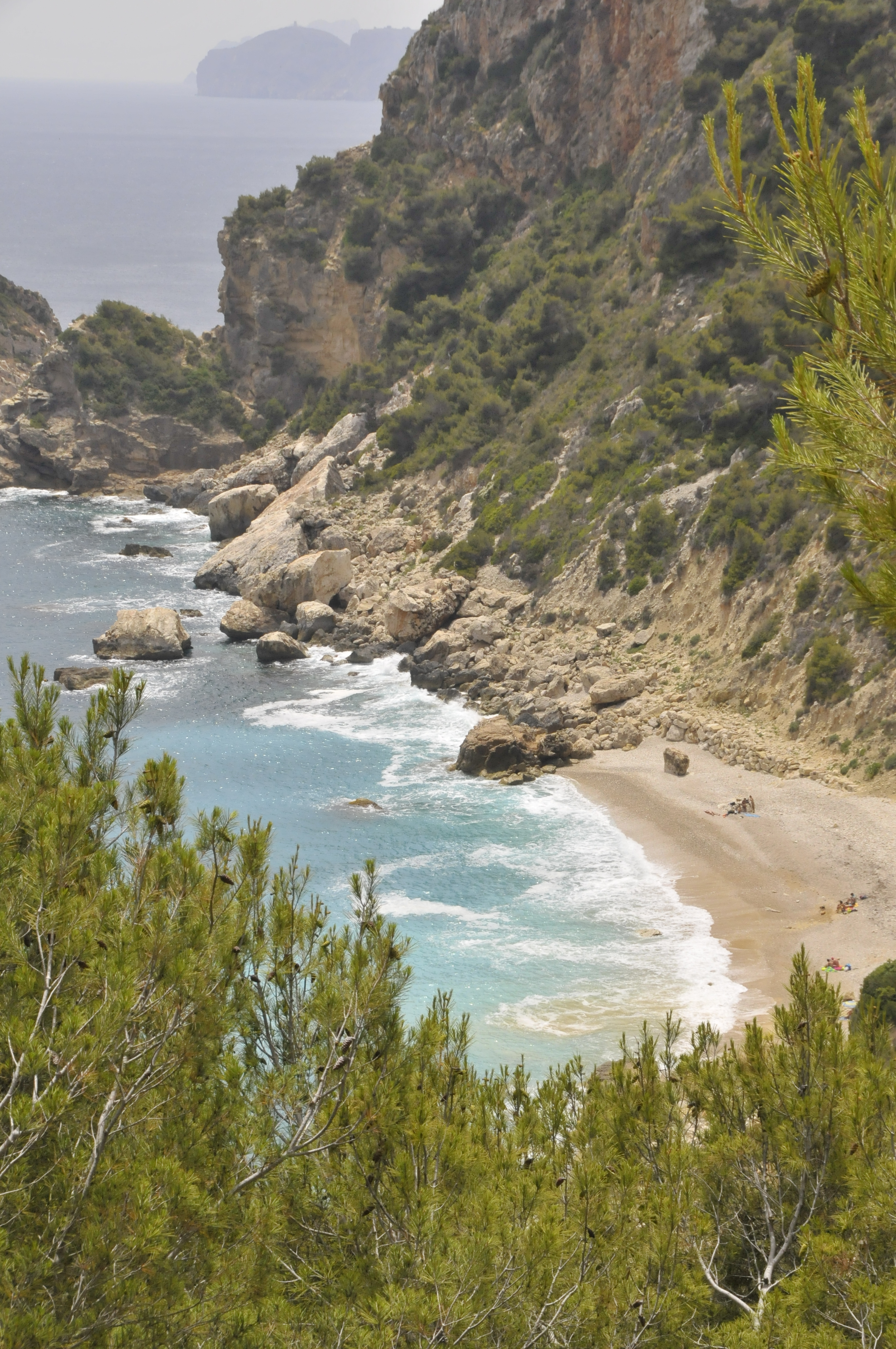
Blick auf die Cala Ambolo

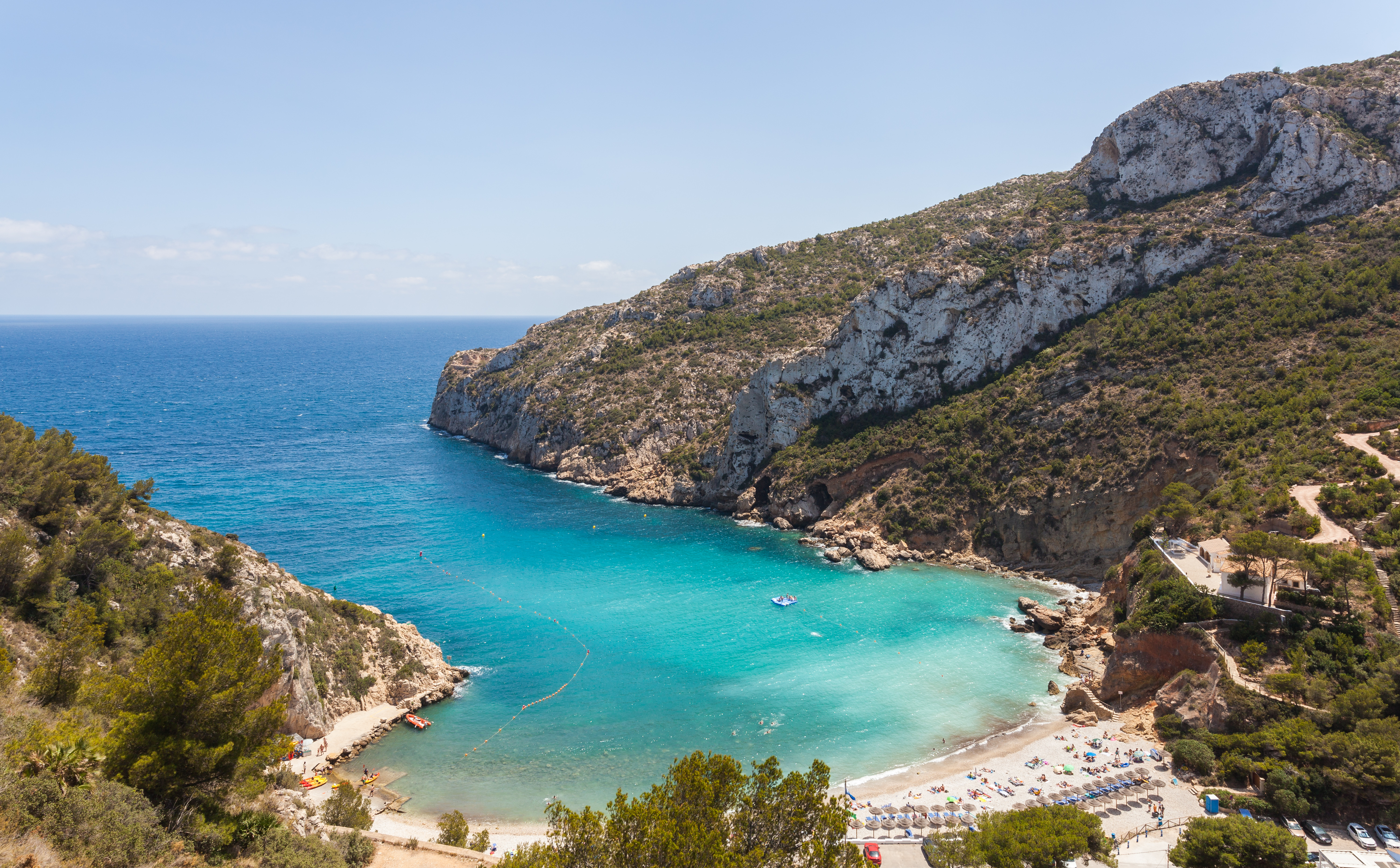
Strand von Granadella

Das Stadtgebiet von Xàbia verfügt über folgende Badestrände:
- Cala Tangó oder Cala Pope

Ein naturbelassener Steinstrand unmittelbar am südlichen Fuß des Cabo San Antonio
- Cala La Grava

Unmittelbar südlich an den Hafen anschließender Steinstrand an der Hafenpromenade
- Cala Benissero (auch Cala 1on Muntanyar)

Südlich der Einmündung des Riu Gorgos gelegener Steinstrand mit felsigen Abschnitten
- Cala Arenal

Die Cala Arenal ist der einzige Sandstrand von Jàvea im gleichnamigen Stadtteil, zwischen dem 1. und 2. Muntanyar. Im Norden wurde in der ehemaligen Mündung des Gorgos-Flusses ein Jachthafen angelegt. Die sandige Bucht war ursprünglich durch eine niedrige Mauer gegen das Hinterland abgetrennt, die die dortigen Salzgewinnungsanlagen (Saladares) gegen das Meer schützten. Ganz im Norden der Bucht findet sich ein römischer Kanal, der als eine der Mündungen des Gorgos diente. Vom 1. bis 8. Jahrhundert blühte hier eine römische Siedlung, wovon heute nur noch ein ausgegrabener Felsbrocken (Banys de la Reina) zeugt. Dieses ganze Gebiet diente den Römern als Fabrik für Fisch und andere Lebensmittel, die durch Salz haltbar gemacht wurden. Sie war vom 1. bis 3. Jahrhundert in Betrieb.
- Cala 2on Muntanyar

Südlich an Arenal anschließender Steinstrand
- Cala Blanca

Dieser Strand ist die Fortsetzung der vorhergehenden Strandes und ebenfalls steinig und felsig
- Cala Sardinera

Eine Bucht nordwestlich und unterhalb des Cabo La Nao, Steinstrand
- Cala Barraca oder Cala Portitxol

Fels- und Steinstrand gegenüber der Isla de Portitxol im Süden des Cabo la Nao
- Cala Ambolo

Stein- und Felsstrand mit FKK an der Südostseite des Cabo la Nao
- Cala Granadella

eine der schönsten Badebuchten im Westen von Cabo la Nao, steinig und felsig. Die Bucht wurde geformt von zwei barrancos des Granadella, der durch dicht mit Aleppo-Pinien bewachsene Wälder seinen Weg zum Meer findet. Das ruhige, kristallklare Wasser des Granadella-Baches hat den Strand im Laufe der Jahrtausende mit glatten, runden Steinen bedeckt, jedoch schon wenige Meter weiter im Meer findet man Sandboden, der die Bucht zu einem natürlichen „Pool“ formte, in dem sich Taucher, Schnorchler und Schwimmer gleichermaßen tummeln. Die durch die steilen Abhänge zu ihren Seiten windgeschützte Bucht lädt auch Sonnenhungrige ein, die in der nahen Restauration Speisen und Getränke der Region finden. Auf der rechten Seite führt ein Pfad hinauf zum ehemaligen Kastell von Granadella, auf der Linken vorbei an einer Surfschule zu einem kleinen Aussichtspunkt wenige Meter über dem Meer.

### Aussichtspunkte (Miradores)

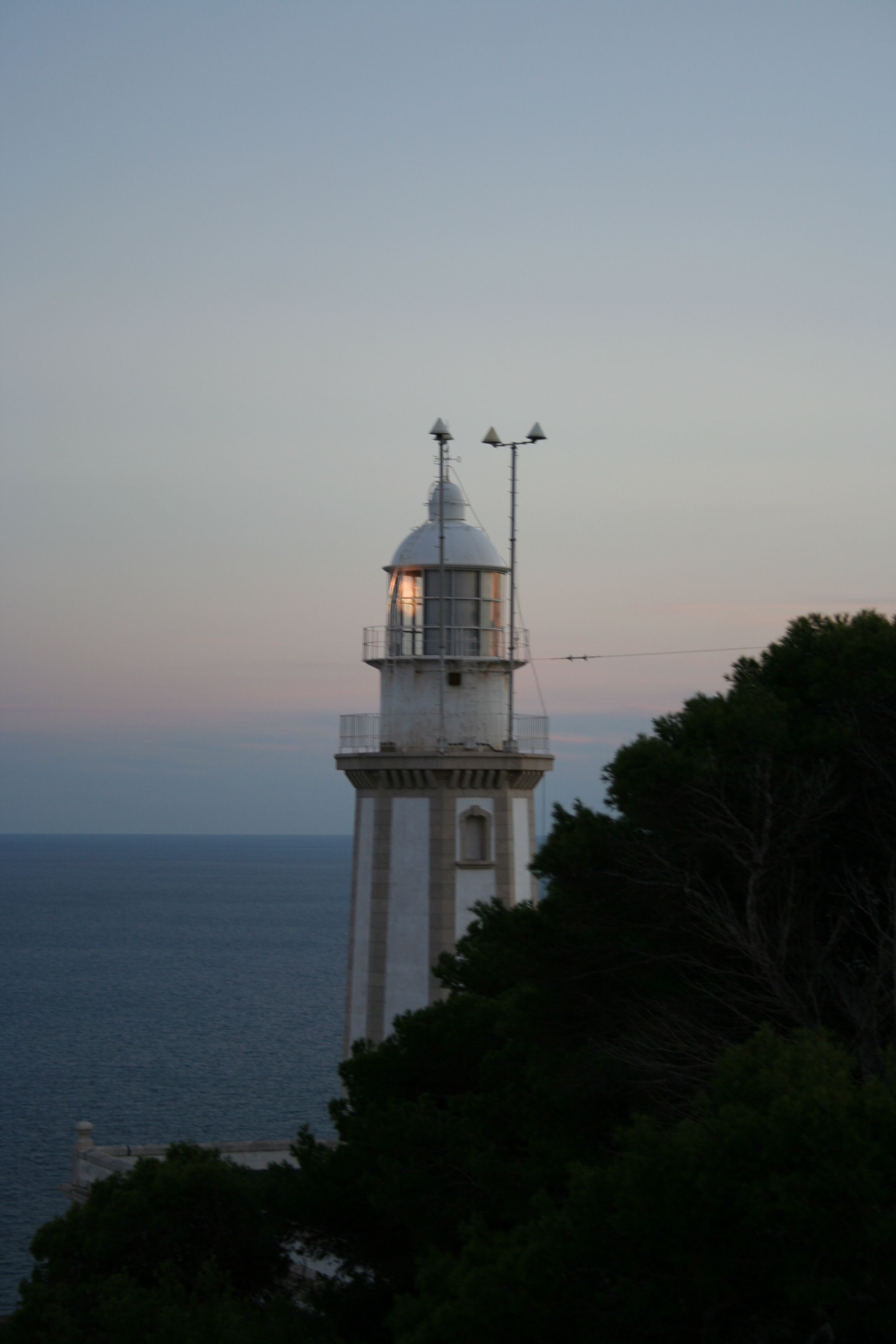
Der Leuchtturm (Cap de la Nau)

Xàvias Küste verfügt über 15 gut ausgeschilderte Aussichtspunkte mit Informationstafeln in Spanisch und Englisch. Hierzu gehören unter anderem:
- Cap de Sant Antoní:

Das sich 160 m aus dem Meer erhebende Kap liegt in Xàvias Stadtteil Les Planes. Es bildet das Ende der Verlängerung des Montgó, des die Gegend beherrschenden Berges im Westen des Kaps. Die Nordflanke des Kaps ist sehr steil und zerklüftet und wird La Tramontana (Hinter dem Berg) genannt. Die Südflanke ist etwas flacher und, insbesondere in Richtung des Hafens, von Wohnhäusern bebaut. Ursprünglich war der Felsvorsprung von einer Kapelle gekrönt, die von Einsiedlern im 16. Jahrhundert errichtet worden war, die ein Leben nach ihrem Vorbild, des Hl. Antonius, führen wollten und seit drei Jahrhunderten hier lebten. Zweck war auch die Abwehr der Überfälle nordafrikanischer Piraten. Hierzu wurde bei der Kapelle ein Aussichtsturm gebaut, der 1894 dem Neubau des Leuchtturms zum Opfer fiel.:
Der Leuchtturm selbst hat eine Höhe von 17 m, seine Spitze ist in 175 m über dem Meer. Die Sichtbarkeit des Turms beträgt 26 Seemeilen (knapp 50 km).
- Windmühlen am Montgó:

Man erreicht die Windmühlen, wenn man beim Kloster Nuestra Señora de los Angeles auf dem Montgó abzweigt. Die alten, insgesamt elf zylinderförmigen Windmühlen aus dem 14. bis 18. Jahrhundert mit etwa sieben Metern Höhe und über sechs Metern Breite sind größtenteils erhalten geblieben, unterliegen allerdings (2012) einem Restaurierungsprozess.
- Creu del Portitxol:

Das Kreuz von Portichol steht auf einer Anhöhe zwischen dem Cap Prim und dem Cap Negre gegenüber der Isla de Portichol (katal. Illa de Portitxol). Die steil in das Meer abfallenden Felsen der Insel sind ein beliebtes Tauchgebiet. So wundert es nicht, dass man in der Vergangenheit zahlreiche römische Amphoren und andere archäologische Funde aus der Zeit zwischen dem 3. und 4. Jahrhundert n. Chr. geborgen hat.
- Cap Negre

- Cap de la Nau:

Das Cap de la Nau (Nau ist der katalanische Name des Schiffstyps Nao.) bildet den östlichsten Punkt der Region Valencia und ist der der balearischen Insel Ibiza nächstgelegene Punkt des spanischen Festlands. Bei entsprechender Wetterlage ist die rund 85 km entfernte Insel von hier aus zu sehen. Das Cap, das über Jahrhunderte ein für die Schifffahrt wichtiger Orientierungspunkt war, erhielt 1914 in 102 m Höhe über dem Meer einen Leuchtturm von 20 m Höhe, dessen Spitze sich somit 122 m über dem Meer befindet und der eine Sichtbarkeit von 23 Seemeilen (etwa 45 km) hat.
Die besondere Vegetation des Felsens mit Aleppokiefern, wilden Olivenbäumen und Palmen wird noch ergänzt durch einige Pflanzenarten, die typisch für den Felsenbewuchs der Region sind. Der scharfe Küstenwind lässt die Bäume schief und nur verkümmert wachsen. Die Schönheit und der ökologische Wert hat die zuständige Behörde in Valencia veranlasst, das Gebiet unter besonderen Schutz zu stellen.
Am Fuße des Felsens befindet sich die Cova dels Orguens, eine mit kleinen Booten große befahrbare Höhle, in der auch geankert werden kann. Ende des 18. Jahrhunderts wurde sie vom spanischen Botaniker Antonio José Cavanilles beschrieben, der auch die nicht weit entfernte Cova de les Calaveres bei Benidoleig entdeckt hat.
- Castell de la Granadella:

Von diesem Kastell ist allerdings nichts mehr zu sehen. Es nennt sich nur noch der Aussichtspunkt so. Die vorliegenden Unterlagen weisen jedoch noch eine weitere Burg von Granadella auf, die am südlichen Ende der Bucht liegt. Hier sind tatsächlich noch Reste einer ehemaligen Burg zu finden. Von hier hat man eine herrliche Aussicht nach Norden bis zur Illa del Descobridor

### Regelmäßige Veranstaltungen (Fiestas)
- 28. April bis 3. Mai: Fest des Jesus von Nazareth (Jesús Nazareno) mit dem Wettbewerb und der Wahl der schönsten Kreuze aus Naturblumen. Von der Ermita del Calvari (Einsiedelei, Kapelle) (an der Carretera á Dénia) wird in einer Prozession die Jesusfigur zur Sankt-Bartolomé-Kirche getragen. Das Fest findet am dritten Sonntag nach Beginn der Fastenzeit statt. Die Jesusfigur kehrt am 3. Mai wieder in ihre Eremita zurück.
- 2. Junihälfte (um den 23. Juni): Fogueres de San Juan: Festliche Umzüge, Tanz im Freien, Stierlaufen, Feuerwerk, Verbrennung der Fogueres (Scheiterhaufen). Auf den Plätzen der Stadt werden mehrere kleine Scheiterhaufen (Els focs de Sant Juan) aufgebaut und angezündet, über die die Jugendlichen springen oder solche, die sich dazu zählen, mit Blumen und Girlanden geschmückt. Am letzten Festtag, üblicherweise der 24. Juni, dem Namenstag des Sant Joan, werden große Pappmaché-Figuren verbrannt und ein Feuerwerk entzündet.
- Ende Juli: Moros y Cristianos
- Anfang August: Mare del Déu del Carme, ein Fest zu Ehren der Gottesmutter mit einer Seeprozession und anderen Aktivitäten
- Zwischen 1. und 8. September: Jungfrau de Loreto und Santisimo Cristo del Mar: Umzüge, Blumenkorso, Stierlaufen am Meer (Bous a la Mar), Feuerwerk
- 13. Dezember: Wallfahrt zur Eremita Santa Lucia (in der Nachbarschaft der Eremita del Calvari)

## Söhne und Töchter der Stadt
- David Ferrer (* 1982), Tennisspieler